# Юнг, Эмма
Э́мма Юнг (нем. Emma Jung; урожденная Эмма Мария Раушенбах (Emma Marie Rauschenbach); 30 марта 1882, Шаффгаузен — 27 ноября 1955, Цюрих) — швейцарский психоаналитик, жена Карла Юнга; основательница аналитической психологии.

## Биография
Происходила из старой швейцарско-немецкой семьи богатых промышленников. Состояние жены дало Карлу Юнгу финансовую свободу, поэтому он без оглядки на необходимость ежедневного заработка мог посвятить себя научным исследованиям в области психологии.

### Жизнь с Карлом Юнгом
Они встретились когда ей было шестнадцать лет (по некоторым источникам — пятнадцать), а ему был двадцать один год. Они поженились 14 февраля 1903 года, через семь лет после их первой встречи. В их браке родилось пятеро детей: Агата, Грет, Франц, Марианна и Эллен.
Многочисленные необычные сны Карла Юнга с первых лет супружеской жизни были истолкованы Зигмундом Фрейдом, как эмблематические для неудавшегося брака по расчету («das Scheitern einer Geldheirat»).
Эмма Юнг проявила искренний интерес к исследованиям своего мужа, однако к психологии она пришла своим путем и в частности вела отдельную переписку с Зигмундом Фрейдом.
С 1914 года Юнг ближе сблизился со своей пациенткой Тони Вольф, которую в своих мемуарах называл «второй женой». Тони пыталась убедить Юнга расторгнуть первый брак, но тот не соглашался.
По свидетельству биографа Юнга, Блэра, когда Эмма умерла Карл Юнг воскликнул на похоронах: «Она была королевой, она была королевой!» (Sie war eine Königin! Sie war eine Königin!)

## Произведения
- «Die Graalslegende in psychologischer Sicht.» Rascher, Цюрих/Stuttgart 1960 (фрагмент, посмертная публикация Марии-Луизы Франц).
- «Animus и Anima.» Rascher, Цюрих/Stuttgart 1967.